# Mírábáj
Mírábáj (dévanágari:मीरां बाई, magyaros átírásban: Mírán bái) magyar meghonosodott neve Míránbáj (más írásmóddal: Meera; Mira; Meera Bai) élt (1498–1547) hindu misztikus költőnő, kinek szerzeményei India-szerte ismertek és népszerűek. Egyik legjelentősebb poétája a vaisnava bhakti mozgalomnak.
Úgy tartják, Ravidász tanítványa volt. Mírábáj 200-1300 közötti számban komponált imajellegű dalokat, bhadzsanokat. Ezek a bhadzsanok a bhakti hagyomány részei, és leggyakrabban Krisnát választják témának.
Mírábáj költeményei a hindi nyelv rádzsasztháni dialektusában, és gudzsaráti nyelven maradtak fenn. Nevében a बाई (bái) hölgyet jelent.

## Élete
Mírá báí életének töredékeit a költészetéből, és a közösségétől hátramaradt történetekből formálhatjuk egésszé. A bhakti hagyomány követői Mírá báí életének történetét valóságként fogadják el, ám élettörténetének történelmi hitelessége tudományos vita tárgya.
Mírábáj Mératban született, Rádzsaszthán Nágaur kerületében, a rádzsputok Ráthór (Rathaud) dinasztiájában. Mikor hatéves volt, Mírábáj kapott egy Krisna múrtit (kegyszobor) édesanyjától, vele játszott, énekelt és ő volt az, akivel beszélgetéseit folytatta. Apjának bátyja, Viram Deo, aki a trónig jutott, lehetővé tette Mírábájnak a házasságot Bhódzs Rádzs herceggel, 16 éves korában. Bhódzs Rádzs a Csittórból származó Rána Szanga legidősebb fia volt. A házasság révén Mírábáj nagyon magas társadalmi pozícióba emelkedett, Csittór uralkodója ugyanis a közvetlen vezetője volt Rádzsputana hindu vezetőinek. A Krisna iránti imádata miatt azonban férjével való kapcsolata elhidegült, és családjával való kapcsolata is megromlott. Krisna iránti imádata olyan összeegyeztethetetlen volt életével, hogy elhanyagolta a társadalmi kötelezettségeit. Megtagadta az imádkozást Durgához, a család hagyományosan tisztelt istenségéhez.
A férje pár évvel házasságuk után meghalt, és Mírábáj megtagadta a szatit, nem áldozta fel önmagát férje temetésén (szatí ). Fátylát levéve díszes ruhákat és ékszereket kezdett hordani. Énekelt és táncolt nyilvánosan a templomokban, nem törődve a hagyomány előírásaival. Szégyent hozva ezzel családjára. Indiában az özvegyek közmegvetésben részesülnek a mai napig. Sorsuknál a tűzhalál is jobb sokszor. Hagyományosan a rádzsput nőknek le kell fátyolozni magukat. Az özvegyek csak fehér színű ruhákat hordhatnak, ékszereket, tilakot, (homlok közepére festett pont), szindúrt (asszonyoknál a hajvágatba szórt színes festék) sem viselhetnek és örülhetnek, ha emberszámba veszik őket. Kizárólag egyszerű ételeket fogyaszthatnak, ünnepi eseményekről ki vannak tiltva. Északon ebben az időben a templomi táncosnőket (dévadászík), az iszlám hódításának nyomán prostituáltakká nyilvánították. Tisztességes nő nem táncolt nyilvánosan gumruval (csörgő) a lábán. Mindezek miatt nagy nehézségeken ment keresztül élete során.
1527-ben a rádzsputokat muszlim megszállók támadták meg Afganisztánból. Mírábáj apja csatában elesett; az apósa megsebesült és egy évre rá meghalt. Mévár (a királyság neve) új uralkodója sok keserűséget okozott Mírábájnak. Költeményeiben megemlíti, hogy a családja kétszer próbálta őt megölni, de mindkét esetben csodával határos módon megmenekült. Ezek a lelki gyötrelmek elviselhetetlenekké váltak számára, így hát miután Krisnához imádkozott, elhagyta a palotát harmincadik életéve körül, Mathurába zarándokolt, majd Vrindávanba, s végül Dvárkába. Mírábáj ideje nagy részét a Krisnához való imádkozás tette ki. Lélekemelő dalok egész sorát adta hagyatékul, melyek nagy részét most is éneklik Indiában. A bhakti mozgalom szentként tartja számon. A 16. században a bhakti mozgalom megmutatta az üdvözüléshez vezető utat az önfeláldozáson keresztül. Egyéb szentek ugyanebben a kultúrában: Tukárám, Kabír, Nának guru, Rámánanda, Csaitanja, Rána báí.
Krisna iránti szeretetét mintegy összegzi a hiedelem a dvárakai templomból való eltűnéséről. A hiedelem úgy tartja, hogy eksztázisban dalolva lépett be a szent templomba. A templom ajtajai a hiedelem szerint maguktól becsukódtak, és mikor kinyíltak, a monda szerint Mírábáj ruhája borította be Krisna múrtiját, szimbolizálva egyesülését (vagy találkozását) imádott istenével.

## Magyarul megjelent fordítás, életrajz
Egy himnuszának magyar fordítása:
„Csengettyűk a lábán, Mírá táncol.
A világ azt mondja: Mírá megőrült,
anyósom, hogy romlás a családon.
Csengettyűk a lábán, Mírá táncol.
Méregcsészét küld neki a király,
mosolygott, ivott a pohárból.
Csengettyűk a lábán, Mírá táncol.
Testem-lelkem feláldozom Hari lábainál,
látása nektárját sóvárgom.
Csengettyűk a lábán, Mírá táncol.
Mírá Ura a hegyettartó Nágara,
Uram, oltalmadra vágyom.
Csengettyűk a lábán, Mírá táncol.”

## Magyarul
- Távollét. Mírá hercegnő misztikus versei és legendája; vál., prózaford., jegyz. Bangha Imre, műford. Déri Balázs; Argumentum, Bp., 1997 ISBN 963-446-057-7